# 前頷獅子魚
前頷獅子魚，為輻鰭魚綱鮋形目杜父魚亞目獅子魚科的其中一種，分布於東北太平洋Seguam島海域，棲息深度約455公尺，體長可達8.8公分，為深海底棲性魚類，屬肉食性，生活習性不明。